# Lac Latcha
Le lac Latcha ou Latche (en russe : Лача, Лаче) est un lac du nord-ouest de la Russie, dans l'oblast d'Arkhangelsk, à 5 km au sud de la commune de Kargopol. Sa superficie est de 356 km2. Étymologiquement, ce nom provient des langues finno-ougriennes. "Latchchu", en carélien, signifie bas; peu profond, ce qui caractérise ce lac peu profond, bordé de tous côtés par des marais.
Les prisonniers du camp de travail de Kargopollag travaillaient à l'exploitation forestière autour de ce lac de 1937 à 1960.
Depuis 1971 une portion du lac fait partie d'un zakaznik, aire protégée, la Zakaznik de Latcha (ru).